# Río Krutaya (Vagái)
El río Krutaya (del ruso: Крута́я) es un río del óblast de Tiumén, en Rusia. Es un afluente por la derecha del río Vagái, que lo es del río Irtish, y éste a su vez del río Obi, a cuya cuenca hidrográfica pertenece.

## Geografía
Su curso tiene 16 km de longitud. Nace a 136 m sobre el nivel del mar, a 6 km al suroeste de Krutinskaya, y se dirige hacia el nordeste, pasando por esta localidad y Bolshekrutinskaya, para luego trazar una curva al norte para acercarse a Málaya Krutaya y desembocar, tras cruzar el ferrocarril Transiberiano, a 112 m de altura en el Vagái, a 539 km de su desembocadura en el río Irtish en Vagái.